# Дитрих I (Аре)
Дитрих I (Дидрих, Теодорикус) фон Аре (на немски: Dietrich I von Are, Diedrich, Diederich, Theoderich; на латински: Theodericus comes de Ara; Teoderico de Are; * ок. 1087/1105; † 1 август 1126/1132) е граф на Аре (1087 – 1126) и главен фогт на Мюнстерайфел. Той е доказан в документи между 1107 и 1126 г.

## Произход, управление и наследство
Той е роднина на Хоенщауфените и на графовете на Лимбург.
Като верен привърженик на архиепископа Фридрих I фон Кьолн (1100 – 1131) през 1114 г. Дидрих побеждава в битка при Андернах императорската войска на Хайнрих V.
Той умира между 1126 и 1132 г. През 1140 г. синовете му образуват линиите Аре-Хохщаден и Аре-Нюрбург.

## Фамилия
Дитрих I е женен вероятно с дъщеря на Херман от Салм († 1088) или за дъщеря на граф Стефан II фон Спонхайм († 1118) и София фон Хам († ок. 1128) и има децата:
- Лотар († 1140), граф на Аре
- Герхард († 1169), пробост в Св. Касиус Бон (1124 – 1169)[4]
- Фридрих II фон Аре († 1168), епископ на Мюнстер (1152 – 1168)
- Улрих († 1197), основател на линията Аре-Нюрбург, фогт на абатство Лаах
- Ото I († пр.1162), основател на линията Аре-Хохщаден, женен за Аделхайд фон Хохщаден († пр. 1162), дъщеря на граф Герхард II фон Хохщаден († сл. 1145)
- Хуго фон Аре († 1180), провост в Св. Мария в Кьолн